# Metropolitanos FC
Der Metropolitanos Fútbol Club, auch einfach nur Metropolitanos genannt, ist ein 2012 gegründeter venezolanischer Fußballverein aus der Hauptstadt Caracas. Aktuell spielt der Verein in der ersten Liga, der Primera División.

## Geschichte
Der Metropolitanos FC wurde 2012 gegründet. Der größte Erfolg der Vereinsgeschichte war der Gewinn der Meisterschaft 2022. Der Verein ist auch unter dem Namen Los Violetas bekannt.

## Erfolge
- Venezolanischer Meister: 2022
- Venezolanischer Zweitligameister: 2016

## Stadion
Der Verein trägt seine Heimspiele im Estadio Olímpico de la Universidad Central de Venezuela in Caracas aus. Das Stadion hat ein Fassungsvermögen von 23.940 Personen.

## Trainerchronik
Stand: Dezember 2023
| Trainer          | Nation            | von            | bis               |
| ---------------- | ----------------- | -------------- | ----------------- |
| Rafael Santana   | Venezuela Spanien | 1. Juli 2012   | 30. Juni 2013     |
| Hugo Savarese    | Venezuela         | 1. Juni 2014   | 19. Januar 2016   |
| Rafael Santana   | Venezuela Spanien | 1. Juli 2016   | 31. Dezember 2017 |
| Dani de Oliveira | Venezuela Spanien | 1. Januar 2018 | 31. Dezember 2018 |
| Jhon Giraldo     | Venezuela         | 1. Juli 2018   | 31. Dezember 2018 |
| José María Morr  | Venezuela         | 1. Januar 2019 | heute             |